# Eugenio Gonzálvez
Gonzálvez  García est un nom espagnol. Le premier nom de famille, en général paternel, est Gonzálvez ; le second, en général maternel, souvent omis, est García.
Eugenio Jesús Gonzálvez García, né le 15 octobre 1959, est un homme politique espagnol membre du Parti populaire (PP).

## Biographie

### Vie privée
Il est marié et père d'une fille et un fils.

### Profession
Eugenio Jesús Gonzálvez García est titulaire d'un master en vie scolaire. Il est professeur.

### Activités politiques
Il a été député au Parlement d'Andalousie de 1994 à 2008. Il est maire de Gádor de 1987 à 2016.
Le 9 mars 2008, il est élu sénateur pour Almería au Sénat et réélu en 2011, 2015 et 2016.